# Brotheas granimanus
Espèce
Synonymes
- Broteochactas magnus Caporiacco, 1947

Brotheas granimanus est une espèce de scorpions de la famille des Chactidae.

## Distribution
Cette espèce se rencontre au Suriname et au Guyana,.

## Description
L'holotype mesure 57 mm.

## Publication originale
- Pocock, 1898 : The species of Scorpions of the genus Broteas. Annals and Magazine of Natural History, sér. 7, vol. 2, p. 98-103 (texte intégral).